# قاعة بيتهوفن للموسيقى
قاعة بيتهوفن للموسيقى هو تصميم لزها حديد احتل المرتبة الأولى في قائمة التصاميم المرشحة لبناء دار أوبرا بيتهوفن في العاصمة الألمانية السابقة بون. وقد تم اختيار التصميم، الذي وُصف بلؤلؤة الراين من قبل الصحافة الألمانية، في مقدمة أربعة تصاميم كان قد تم تقديمها. واشترطت اللجنة على المعماريين تصميم الدار لكي تربط المدينة بنهر الراين مع مدخل يصل إلى النهر ويسمح بنقل الضيوف عبر النهر بواسطة العبارات أيضًا. كما أطلقت اللجنة على المشروع اسم «الدار الخضراء» تعبيرا عن رغبتها ببناء دار رئيفة بالبيئة، لا تستهلك الكثير من الطاقة ولا تلوث الجو بغاز ثاني أوكسيد الكربون. ويُفترض أن تحل دار الأوبرا الجديدة، مع قاعة سيمفونية، محل دار بيتهوفن القديمة على الراين. وتم بناء الدار القديمة قبل أكثر من 50 سنة في مدينة بون التي شهدت ولادة الموسيقار.